# 兰施泰因
兰施泰因（德語：Lahnstein，發音：[ˈlaːnʃtaɪn] ⓘ）是德国莱茵兰-普法尔茨州莱茵-兰县的城市，面积37.62平方千米，2023年12月31日人口为18,536人。

## 友好城市
- 凯特林（1956年）
- 旺斯（1967年）
- 瓦希古亞（1978年）
- 黑姆斯多夫（1990年）
- 蒙特西爾瓦諾（2016年）